# Melobesia crassiuscula
Melobesia crassiuscula Kützing, 1843 é o nome botânico de uma espécie de algas vermelhas pluricelulares do gênero Melobesia, subfamília Melobesioideae.
- São algas marinhas encontradas na África do Sul.

## Sinonímia
- Não apresenta sinônimos.